# Montafonerhaus

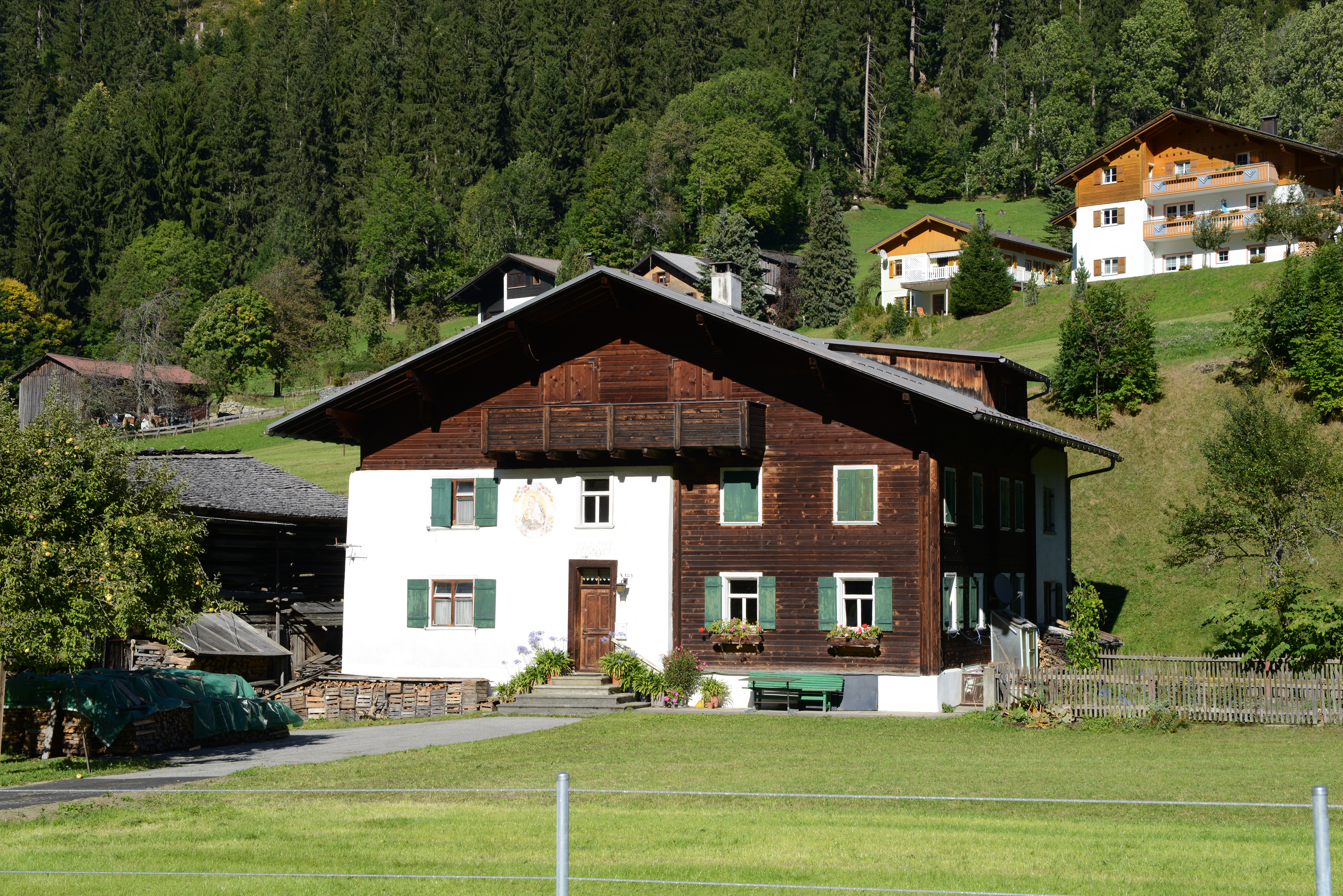
Een typisch Montafonerhaus in Gaschurn (Vorarlberg)

Het Montafonerhaus of Montafon huis is een huistype in de regio Montafon in Vorarlberg (Oostenrijk).
Het is gebouwd als een gemengde constructie van steen en hout. Het Montafonerhaus was een populair type huis van de 15e tot de 20e eeuw. Deze ruime gebouwen kenmerken tot op de dag van vandaag het landschap in de Montafon-vallei.
In heel Oostenrijk en het hele Alpengebied is het Montafon het enige dal dat zo klein is dat het een eigen type huis heeft. De individuele huizen verschillen afhankelijk van de rijkdom van de bouwer, de locatie en de architecturale mode op het moment dat de schuur werd gebouwd.

## Geschiedenis
In de Montafon-vallei ontwikkelden het Reto-Romaanse stenen huis (oorspronkelijk uit Graubünden, Zwitserland) en het houten Walser huis (afkomstig uit Wallis, Zwitserland) tot een eigen vorm van huis in een gemengde steen-hout constructie. Hout uit lokale bossen heeft altijd een centrale rol gespeeld bij de materiaalkeuze. De meeste Montafon huizen zijn tussen 1670 en 1960 gebouwd.
Het Montafon is oorspronkelijk niet als dorpsstructuur ontworpen. In plaats daarvan bestond de vallei uit enkele boerderijnederzettingen. Deze zijn gemaakt op het moment dat het bos voor het eerst werd gekapt. Een bijzonder kenmerk van het Montafon is het ontbreken van heggen in het hele dal.

## Ontwerp en constructie
Het Montafonerhaus is een zogenaamde Paarhof (paarboerderij). Dit betekent dat het huis en de stal of andere bijgebouwen (bijvoorbeeld voor opslag van apparatuur) gescheiden zijn. Daarentegen is het Bregenzerwälderhaus (een andere huistype in Vorarlberg) een Einhof, wat betekent dat het huis en de stal beide onder één dak zijn.
Functioneel gezien waren de Montafon huizen meestal meergeneratiewoningen die ook het agrarische deel integreerden.

### De typen Montafonerhaus
Er zijn twee basistypen, afhankelijk van waar de toegangsdeur zich bevindt: bij type I bevindt deze zich in de wand met uitzicht naar de vallei, bij type II is de ingang aan de wind beschutte zijde van de dakrand.

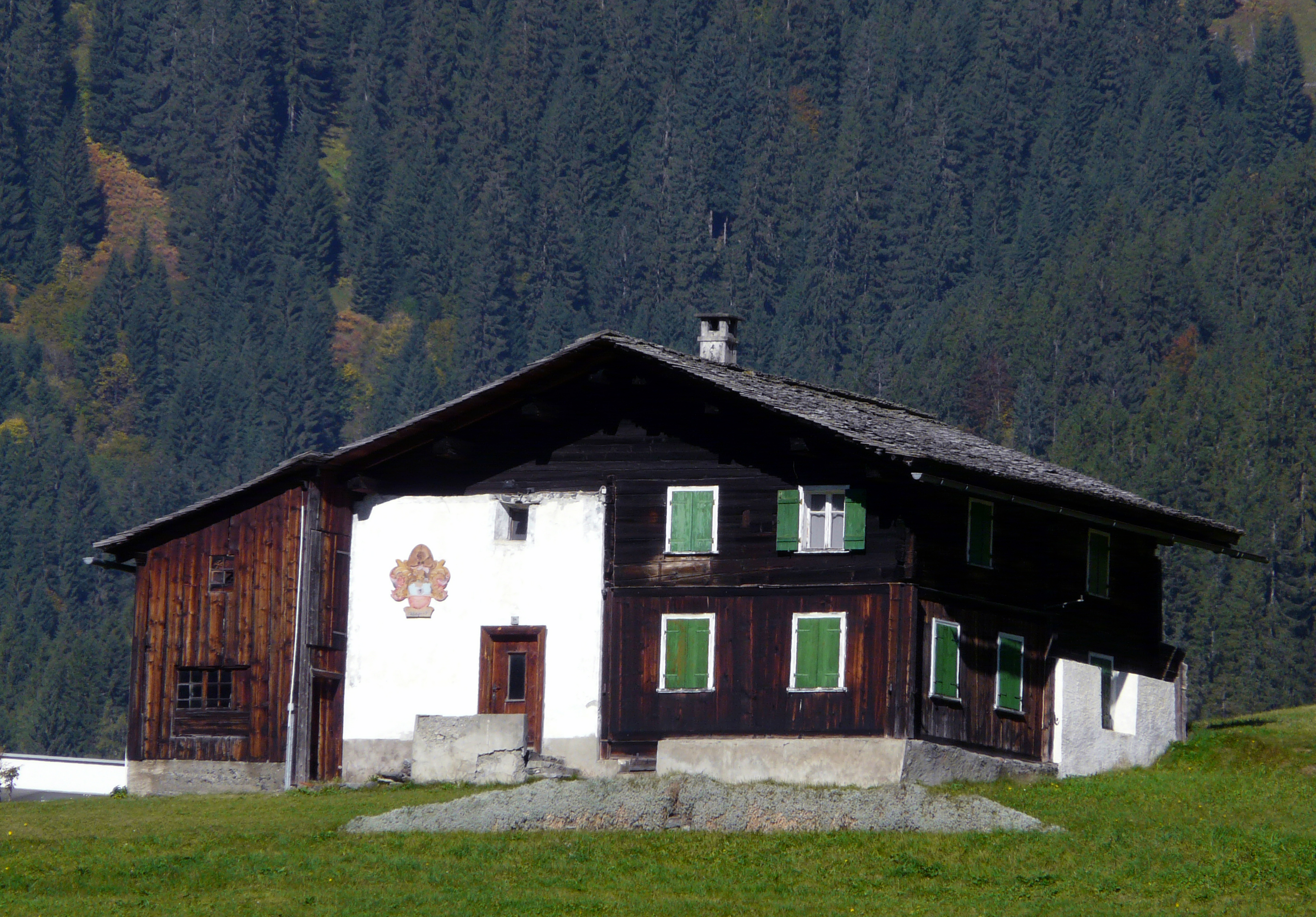
Montafonerhaus, type I, in Gortipohl
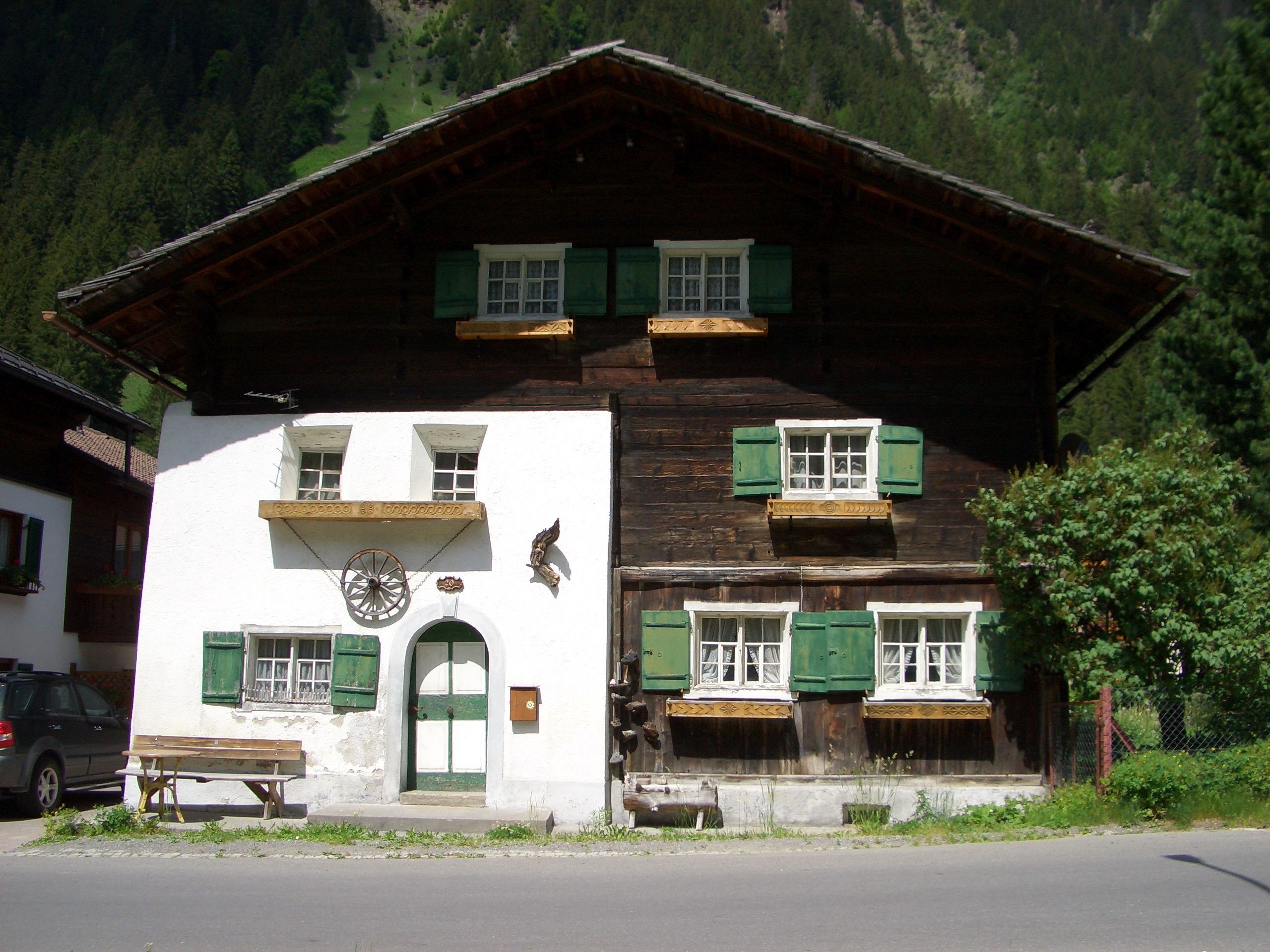
Type I Montafonerhaus in Partenen (Gaschurn)
Montafonerhaus, type II, in Gortipohl
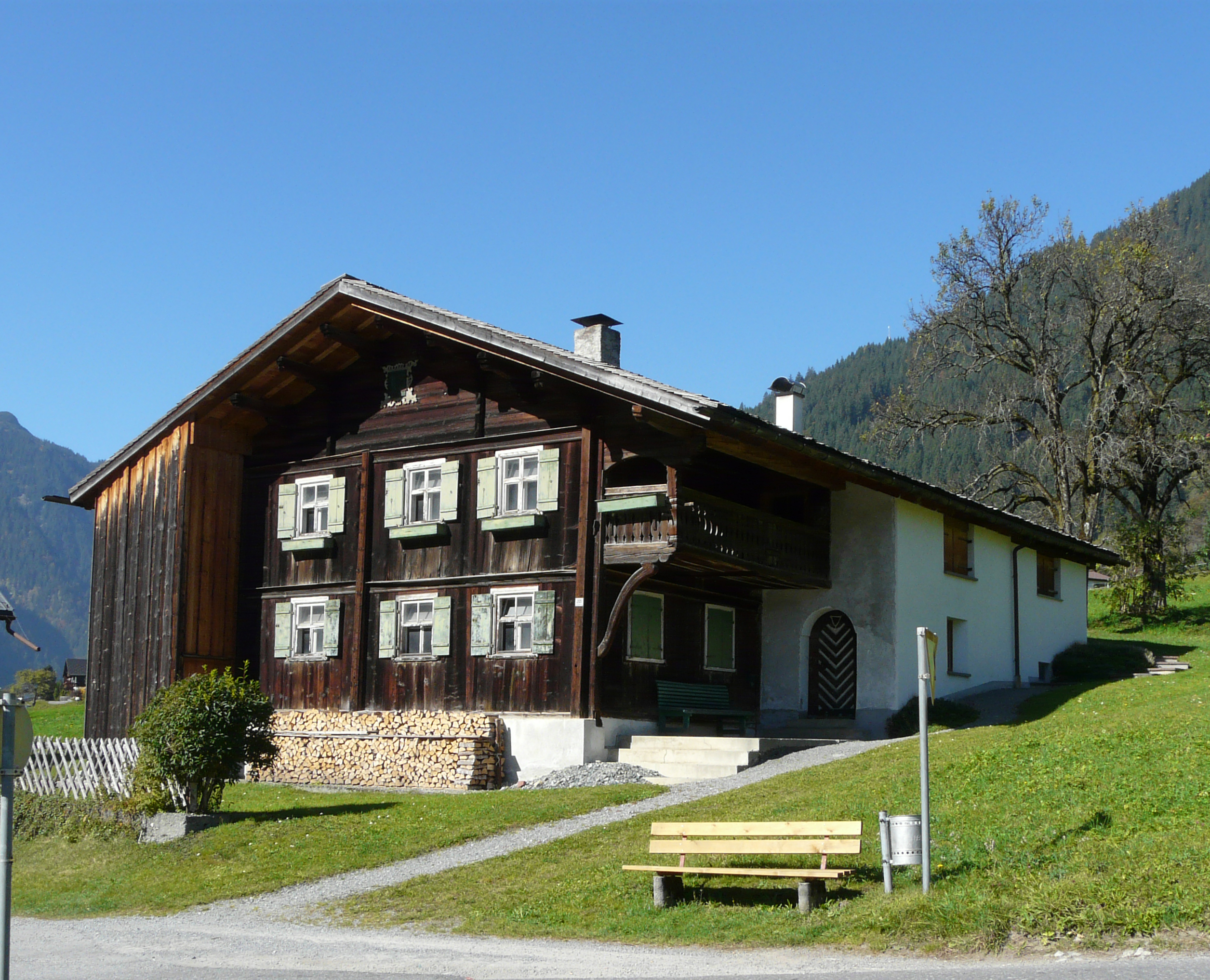
Montafonerhaus, type II, in St. Gallenkirch

### De inrichting van het Montafonerhaus

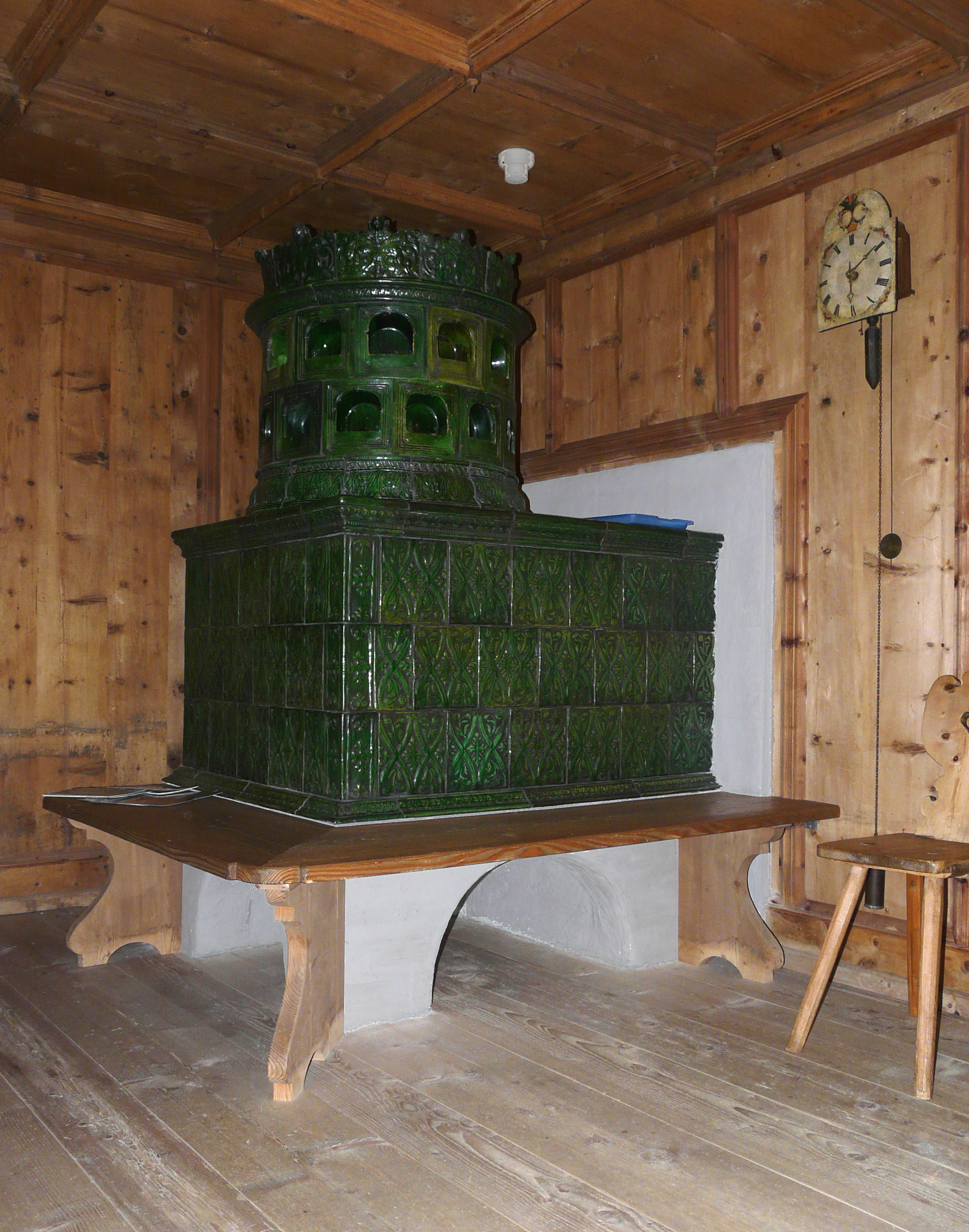
Groene tegelkachel in de Lukas-Tschofen-Stube in Gaschurn

Van buitenaf vormen de witgekalkte muren een duidelijk contrast met de zwart-bruine houten muren. Het platte dak is een sneeuwdak met een helling van 23 tot 25 graden en was oorspronkelijk een dakspaan. Een sneeuwdak helt zo zacht dat de sneeuw als warmte-isolatie op het dak blijft liggen en niet als een daklawine wegglijdt.
De muur met de toegangsdeur (meestal in de vorm van een ronde boog) en de kamers erachter (voorhuis en keuken) zijn van steen, de rest van het huis heeft houten wanden.
Het huis wordt verwarmd door een centrale tegelkachel, die in de salon (Stoba) wordt aangevuld met een stenen bank, de zogenaamde Kuschbank, doordrongen van de warme rook van de kachel. In de woonkamer staat meestal ook een zogenaamde Herrgottswinkel (Jezus aan het kruis in de hoek, rechts en links afbeeldingen van Maria en Jozef) met een Montafoner tafel, hoekbank en stoelen. De woonkamer heeft vaak een cassetteplafond en de wanden zijn voorzien van houten panelen.
Aan de slechtweerkant van het Montafonerhaus ligt een plukje betimmerd vakwerk; het wordt vaak naar voren getrokken om tocht buiten te houden. Bij de ingang, op een beschutte zonnige plek, is vaak een rustplaats met een bankje, de zogenaamde Bsetzi.

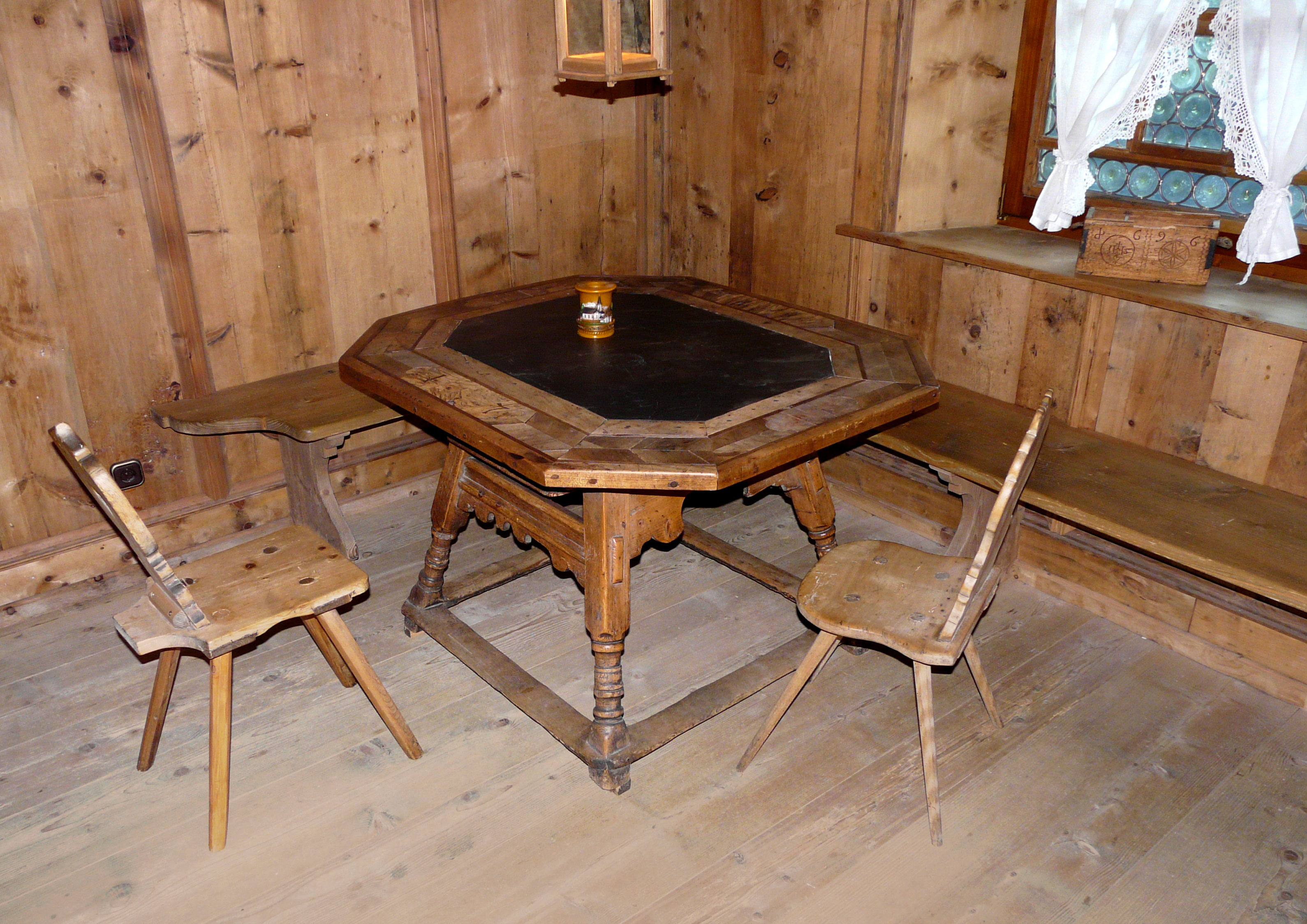
Zithoek met hoekbank, twee stoelen en Montafon-tafel in de Lukas-Tschofen-Stube in Gaschurn

#### De Montafoner tafel
De Montafon-tafel was een typisch meubelstuk in een Montafonerhaus. Dit heeft een ingelegd achthoekig (4 gebroken hoeken) tafelblad met in het midden een leisteen ingelegd en staat op schuine pootjes. De leisteen werd gebruikt om hete potten neer te zetten en als schrijfbord voor het kaartspel Jassen. De Montafon tafel bestaat uit een hoekbank, stoelen en een Herrgottswinkel boven de hoekbank met een kruis en twee votiefbeelden.
Montafon-tafels zijn unieke stukken die vandaag de dag nog steeds, hoewel zelden, worden gemaakt door toegewijde timmerlieden. Lokale houtsoorten zoals peer, kersen, eiken, beuken, noten, iepen en esdoorn zijn tot 25 jaar opgeslagen en aan de lucht gedroogd voordat ze worden verwerkt. Er is meer dan 100 uur werk gestoken in elk van deze unieke stukken, waarvan de houtdecoraties door de klant zelf kunnen worden geselecteerd.

### Extra gebouwen
Vaak is er bij het huis een kleine kruiden- en moestuin, die met een hek is beveiligd tegen vee en wild. De hooischuur, bijna volledig van hout gebouwd, ligt op 10 tot 20 m van het huis; beide vormen ze samen een zogenaamde Paarhof (stal en huis staan naast of tegen elkaar, in lawinegebieden ook achter elkaar). De schuur is meestal groter en meer blootgesteld dan het huis, zodat het huis meer beschut is tegen de wind en het hooi in de schuur kan blijven drogen met de wind.
Er is vaak een Selch (rookhuis) in de buurt, een kleine houten schuur om te roken.

## Fotogalerij

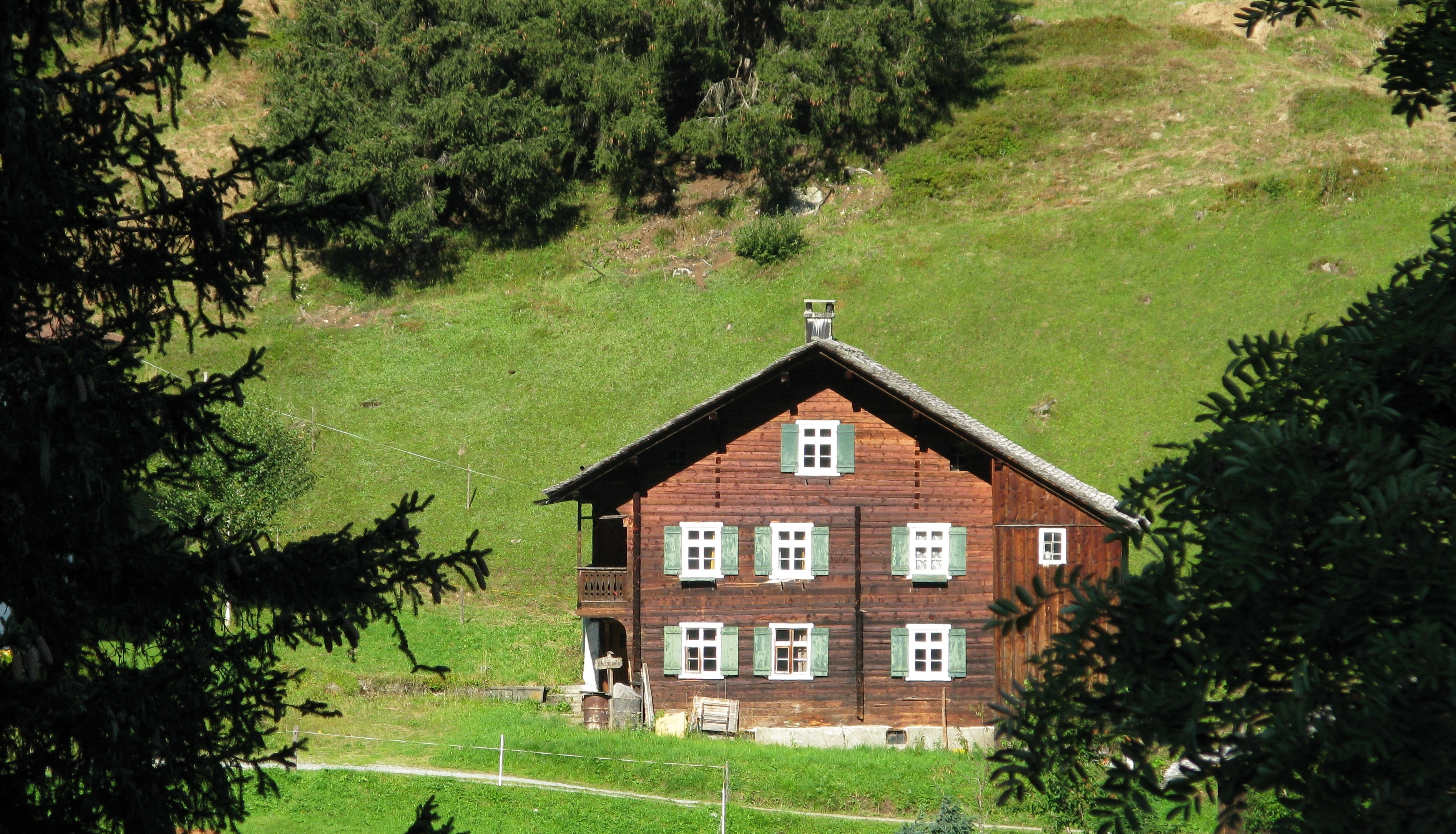
Montafonerhaus in het Gargellen gebergte
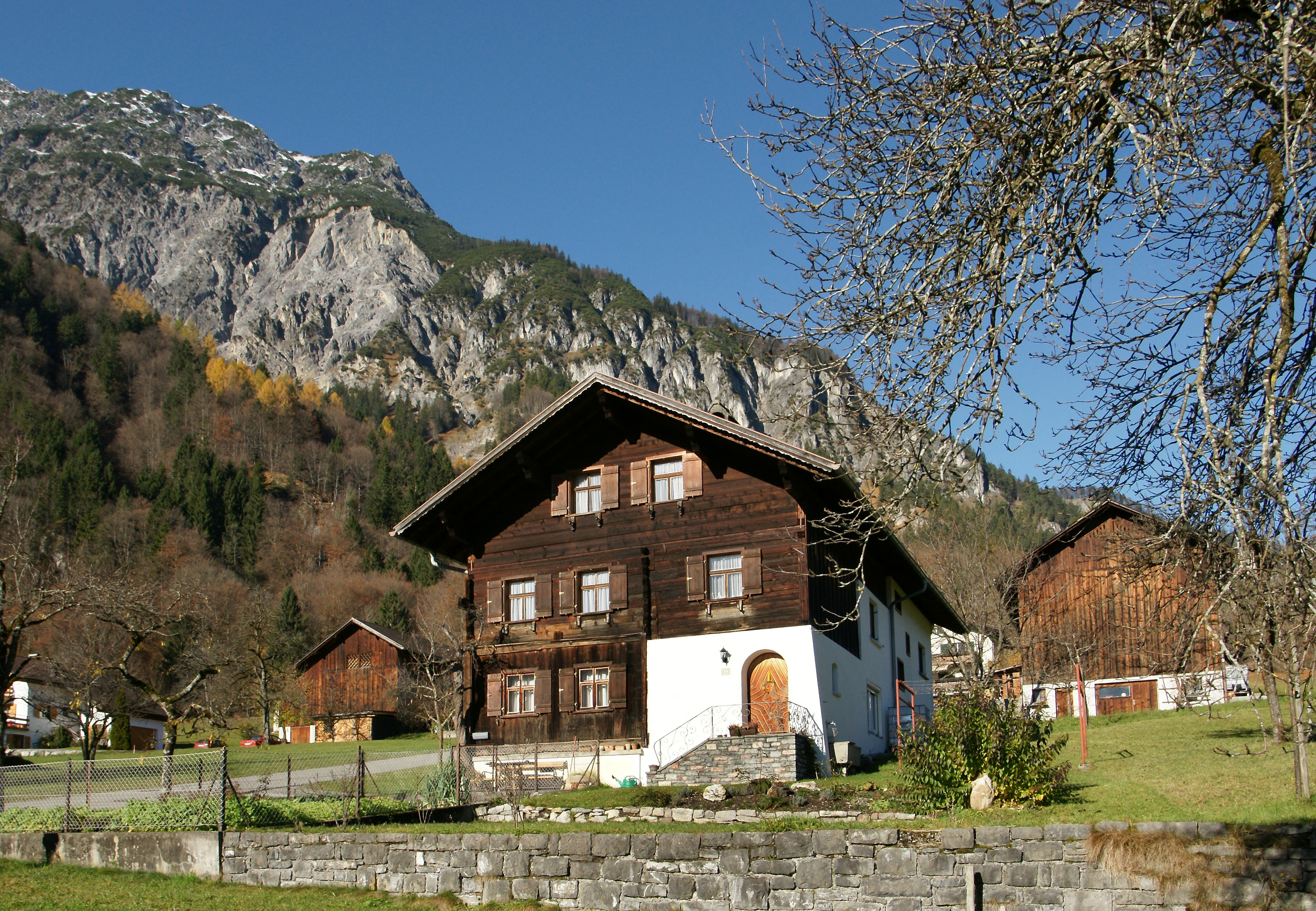
Type I Montafonerhaus in Vandans
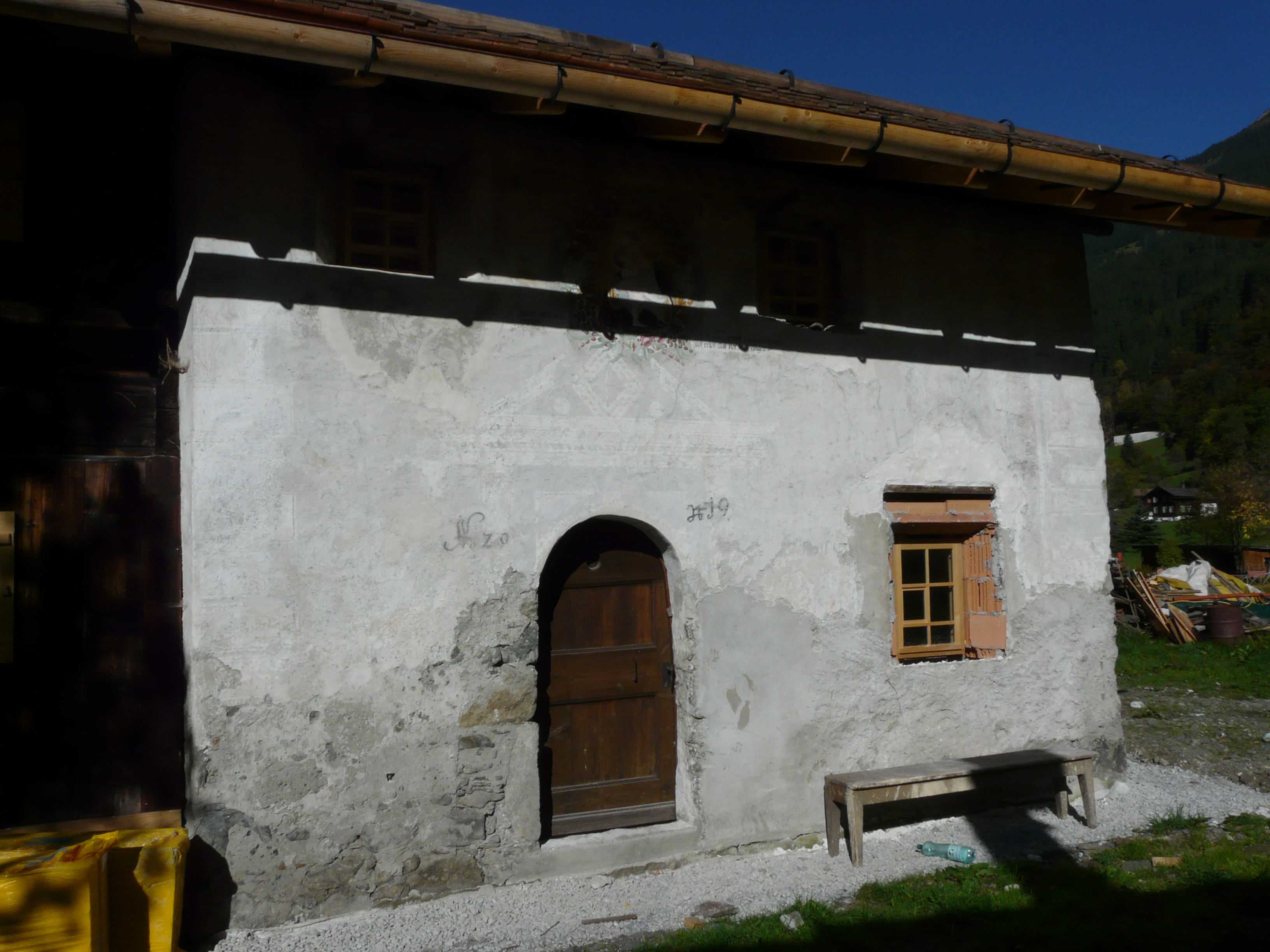
Entree van een Montafonerhaus in Gortipohl
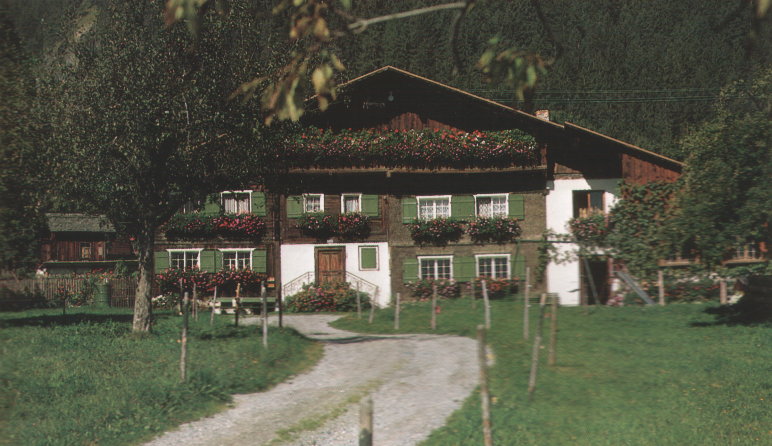
Montafonerhaus in 2006
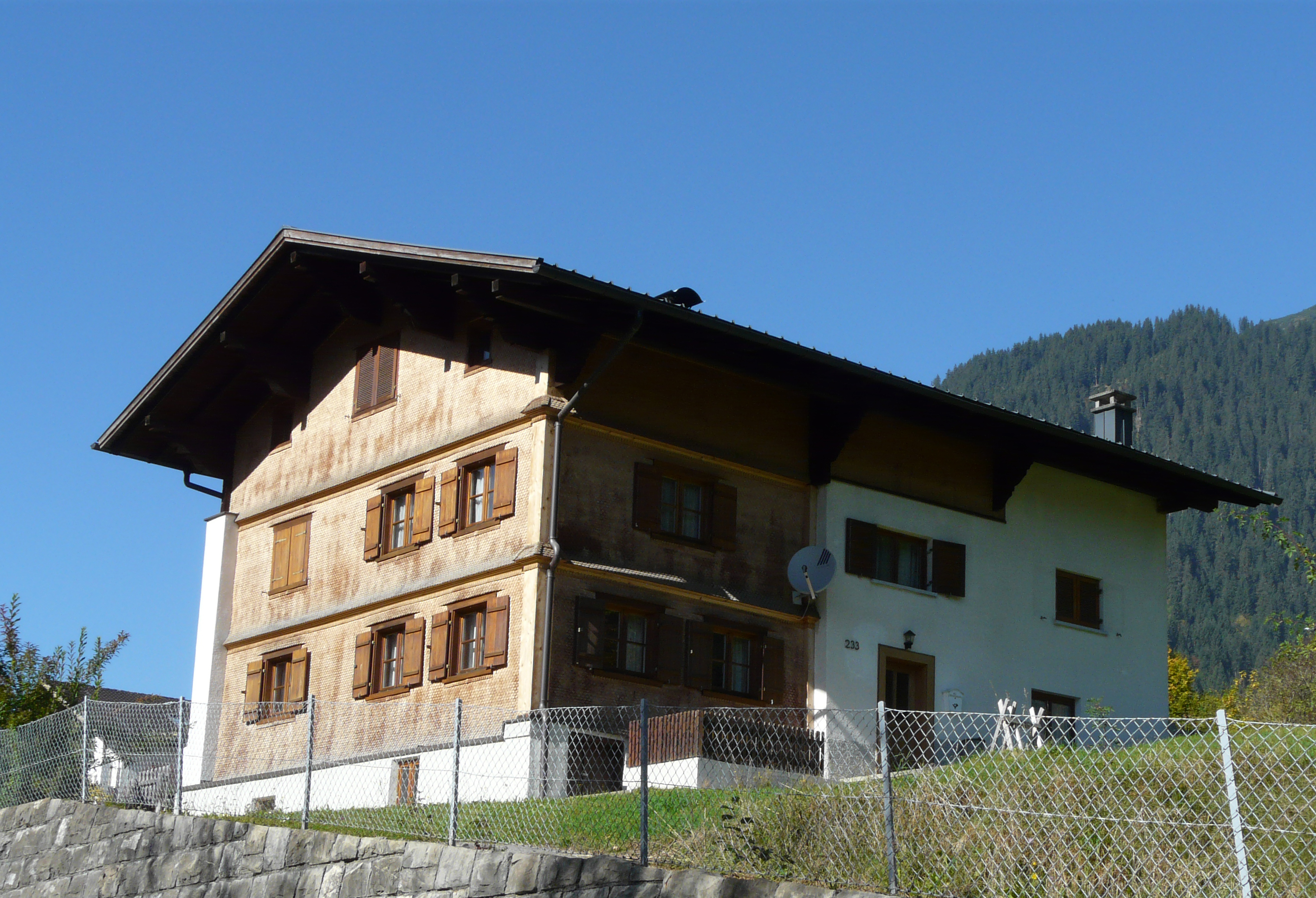
Montafonerhaus in St. Gallenkirch
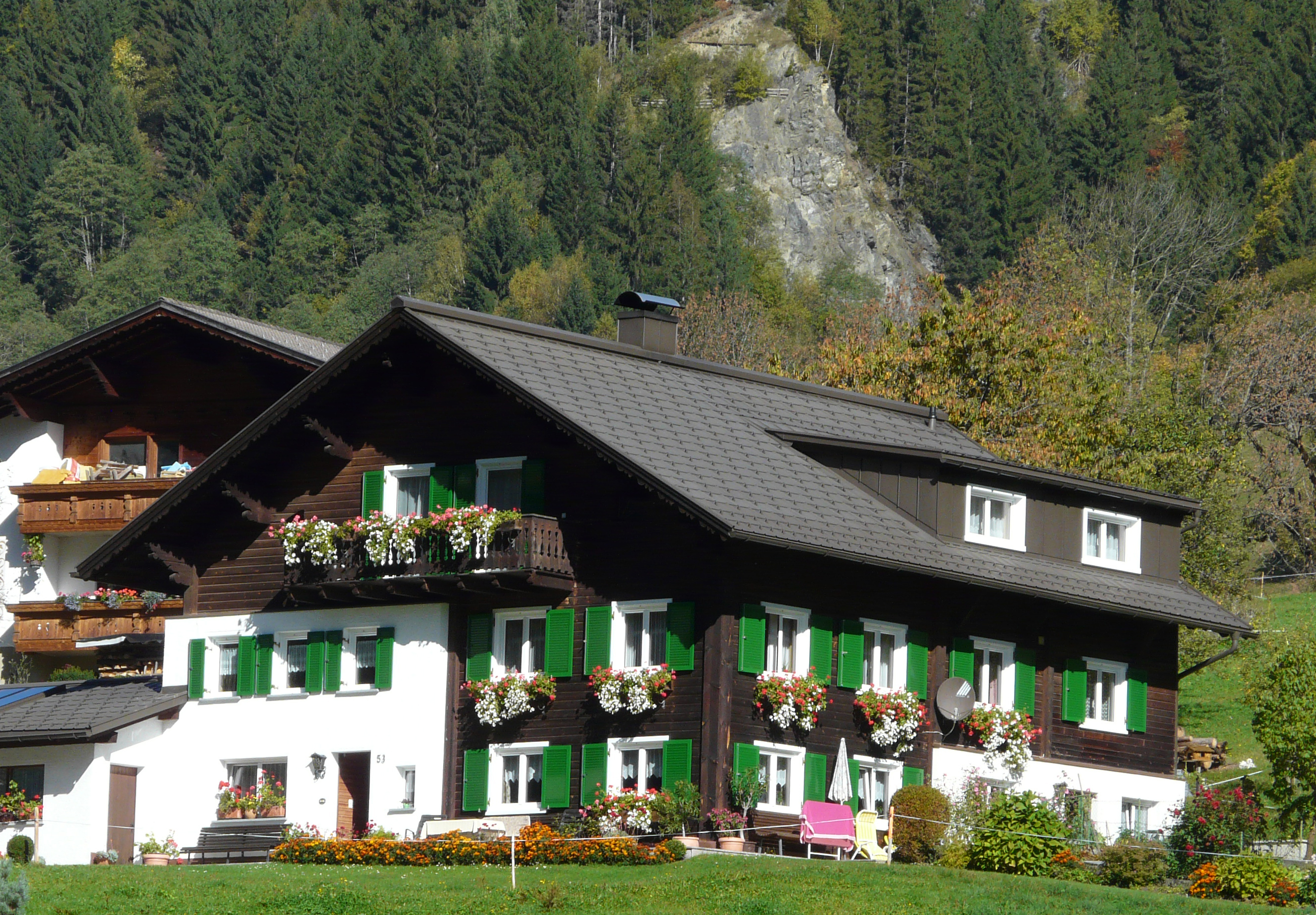
Montafonerhaus in Gortipohl